# Regno di Maravi
Il Maravi fu un regno africano precoloniale, che si estendeva in parte degli attuali Malawi, Mozambico e Zambia nel XVI secolo. L'attuale termine Malawi sembra derivare dal termine Chichewa malaŵí, ossia "fiamme", e il nome di tale popolo è ancora diffuso in questi tre attuali stati. 
Il regno era dominato dall'etnia Chewa, ma comprendeva probabilmente al suo interno anche popolazioni Macua, Yao e Tumbuka. 